# ريكاردو فالينتي
ريكاردو فالنتي (من مواليد 3 أبريل 1991 في البرتغال-)، لاعب كرة قدم برتغالي لعب سابقاً في نادي حتا.

## روابط خارجية
ريكاردو فالينتي على موقع قاعدة بيانات كرة القدم.إي يو (الإنجليزية)
- ريكاردو فالينتي على موقع Soccerway.com (الإنجليزية)
- ريكاردو فالينتي على موقع AS.com (الإسبانية)